# Digitaria exilis
Digitaria exilis är en gräsart som först beskrevs av Richard Kippist, och fick sitt nu gällande namn av Otto Stapf. Digitaria exilis ingår i släktet fingerhirser, och familjen gräs. Inga underarter finns listade i Catalogue of Life.
Växten och den närbesläktade arten Digitaria iburua kallas ofta båda för fonio. De är föremål för vetenskapliga studier, och i vissa områden används de som hjälp för att hantera diabetes.

## Bildgalleri

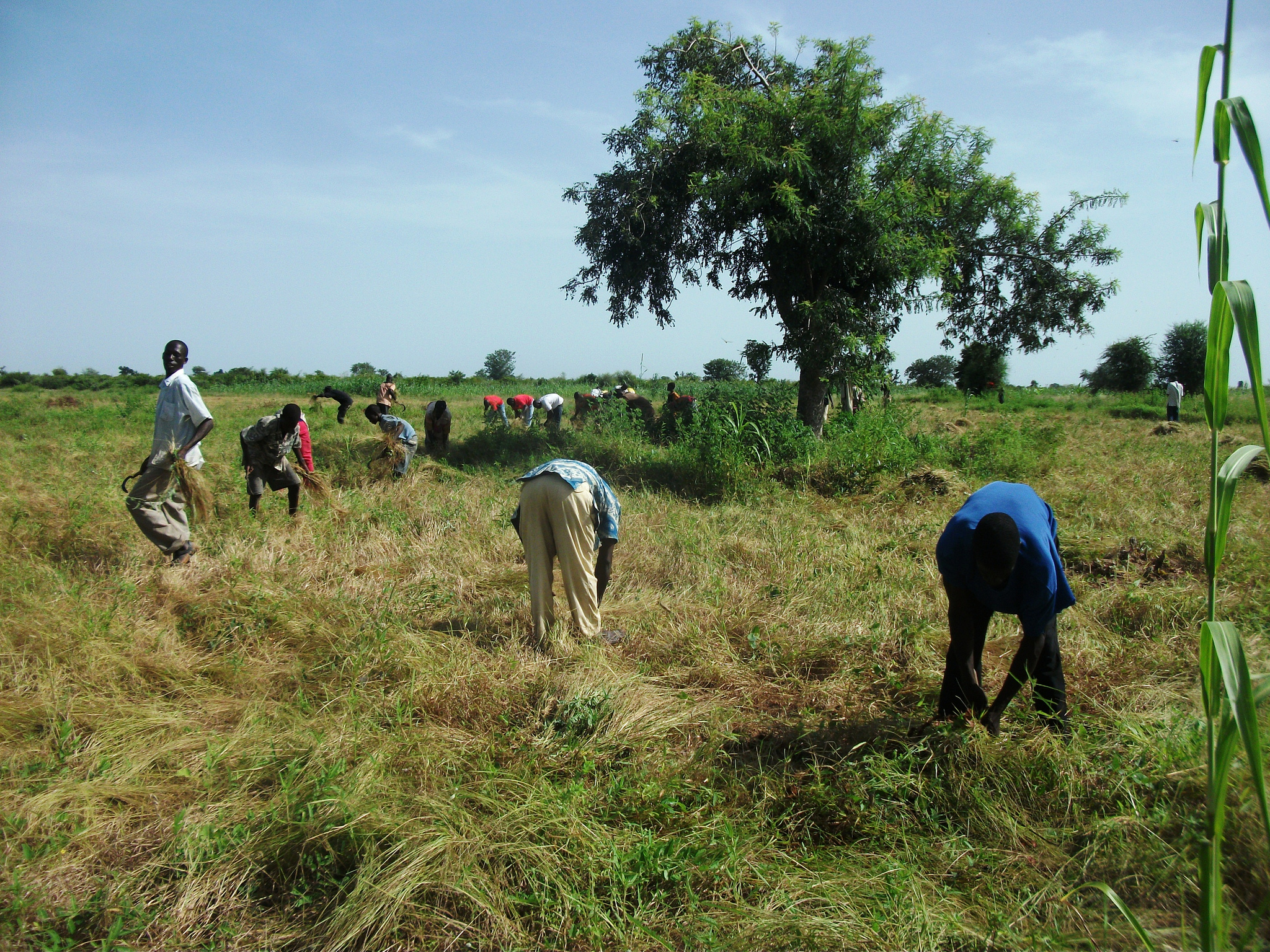
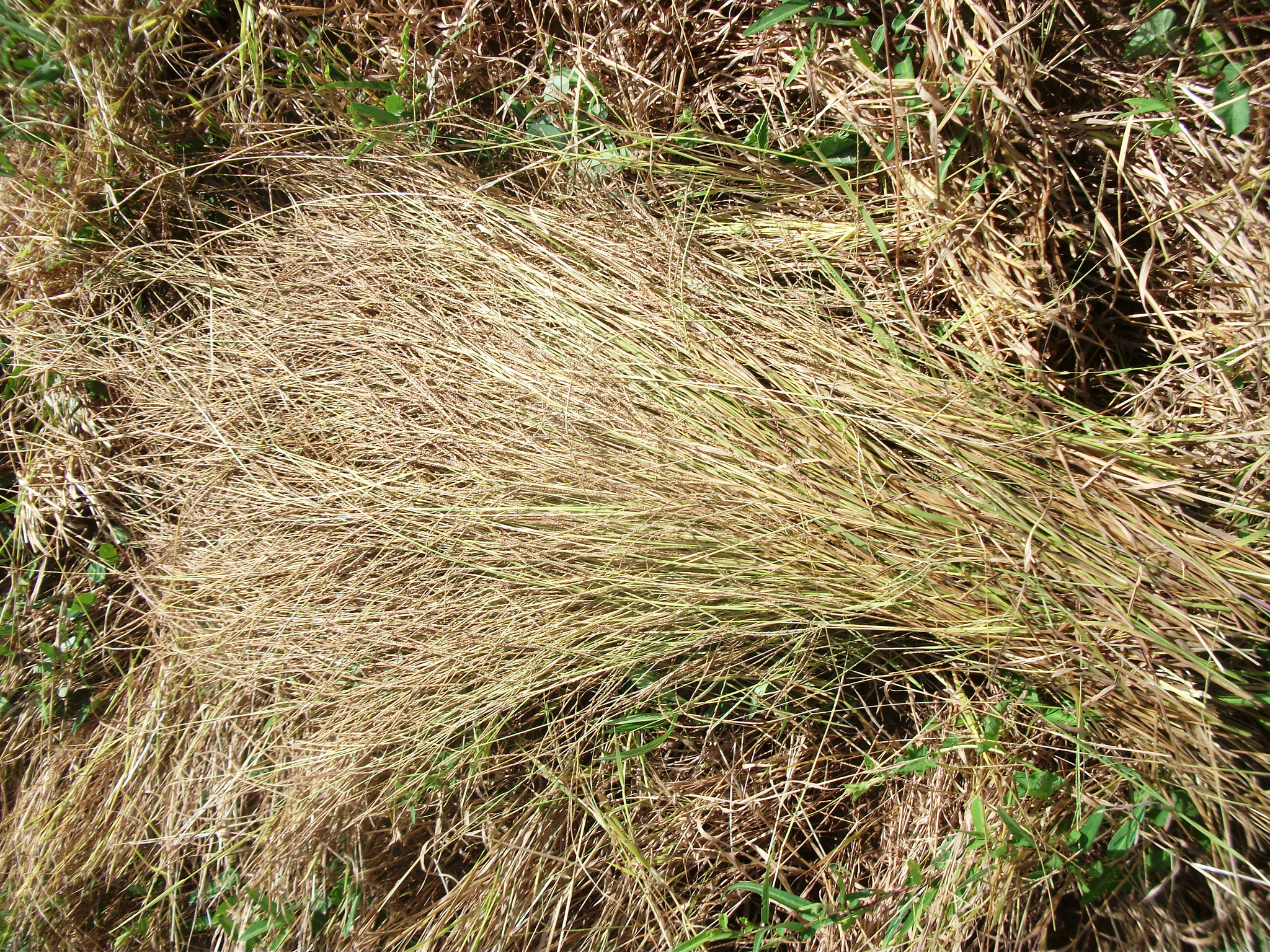
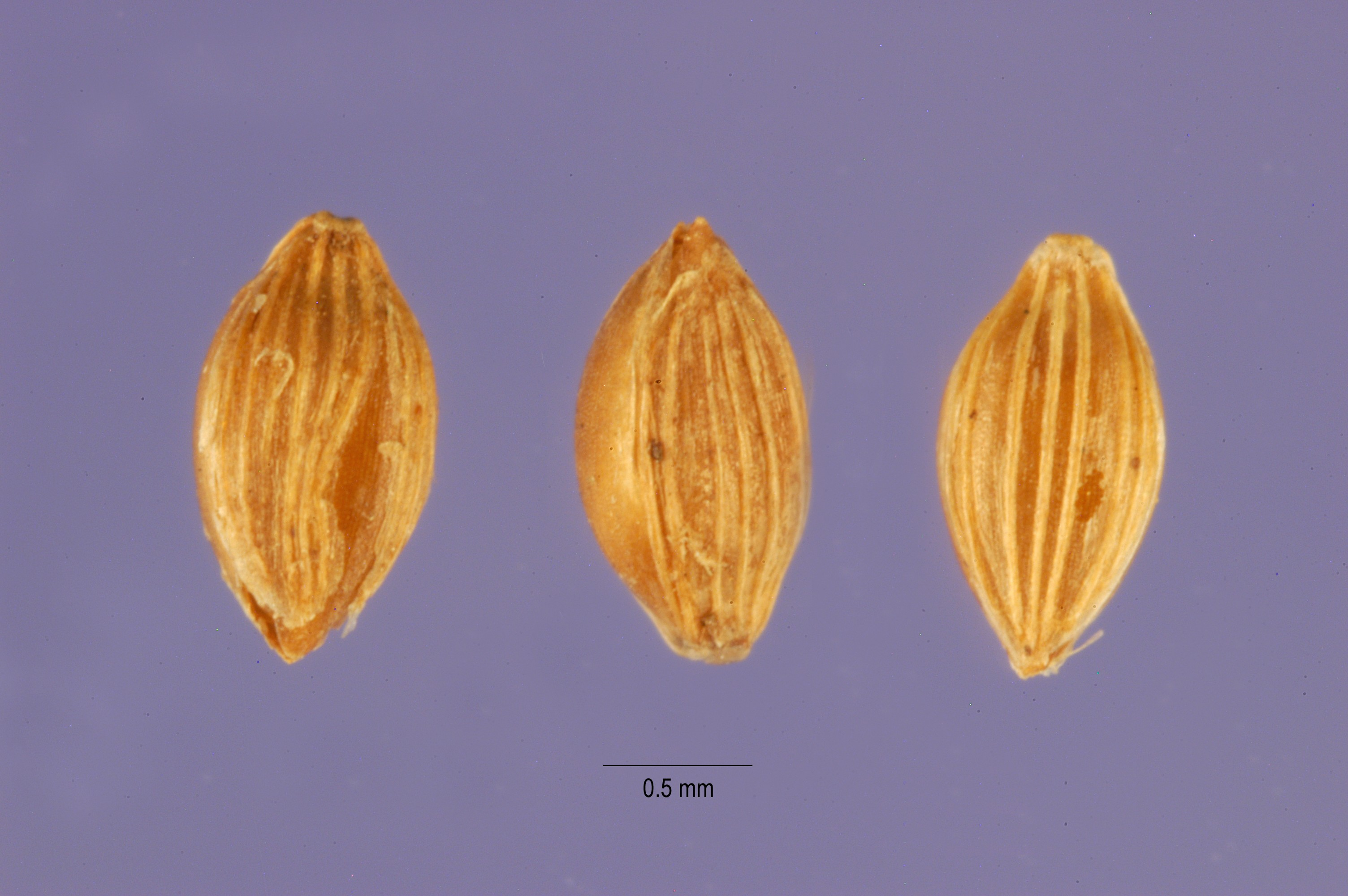
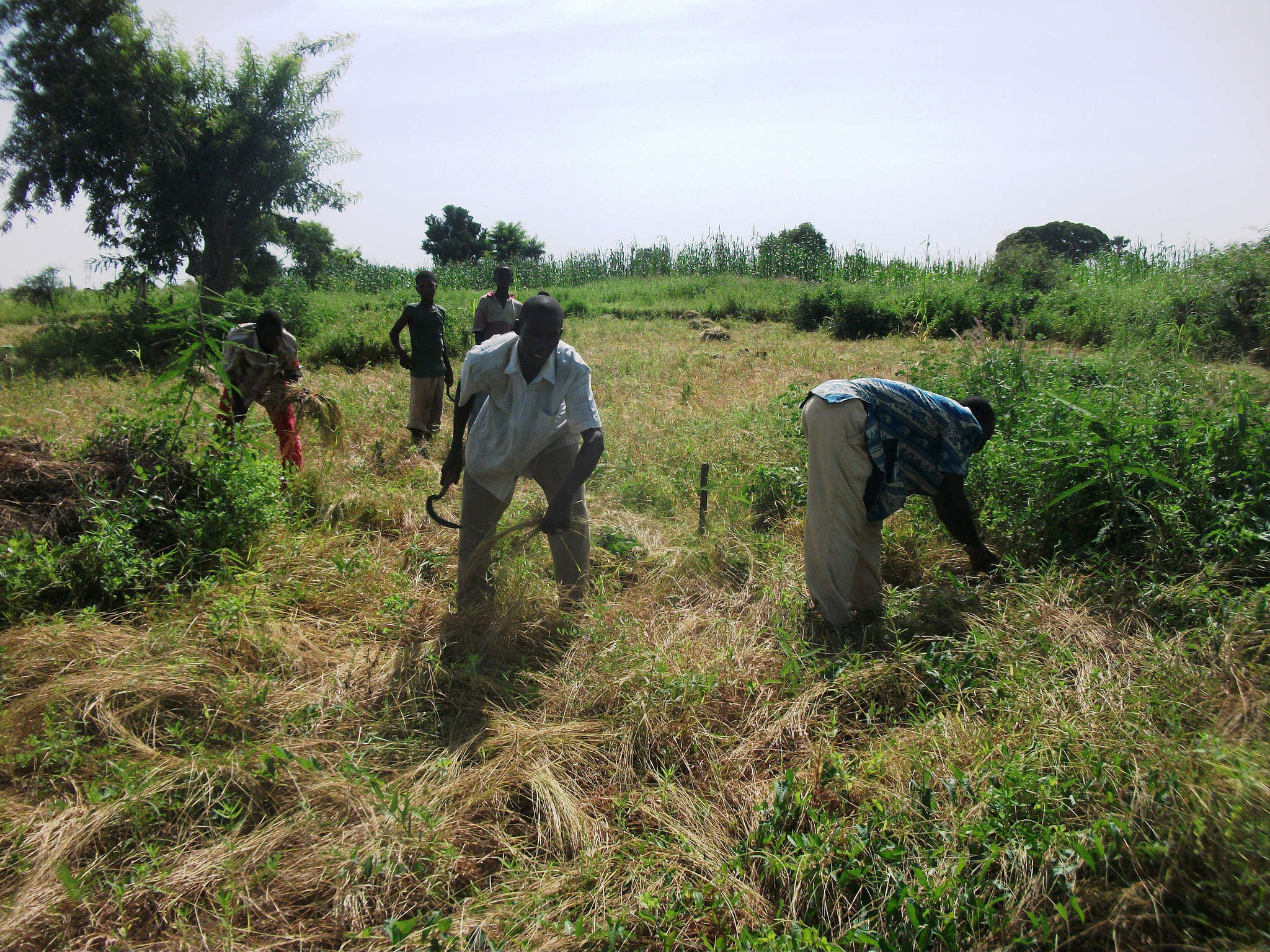